# Martha Roby
Martha Dubina Roby (Montgomery, Alabama; 26 de julio de 1976) es una abogada y política estadounidense que representó al 2.° distrito congresional de Alabama en la Cámara de Representantes de los Estados Unidos entre 2011 y 2021.

## Biografía

### Primeros años y estudios
Nació el 26 de julio de 1976 en la ciudad de Montgomery, capital de Alabama. Su padre es Joel Fredrick Dubina, quien era juez principal en el Tribunal de Apelaciones de los Estados Unidos para el Undécimo Circuito. 
Asistió a la Universidad de Nueva York, donde obtuvo una licenciatura en música. Más tarde, ingresó a la Facultad de derecho de Cumberland de la Universidad de Samford en Birmingham, donde en 2001 recibió el título de doctorado en jurisprudencia.

### Carrera
Tras finalizar sus estudios universitarios, se puso a trabajar como abogada en una firma de abogados situada en Montgomery. Posteriormente se inició en el mundo de la política como miembro del Partido Republicano.

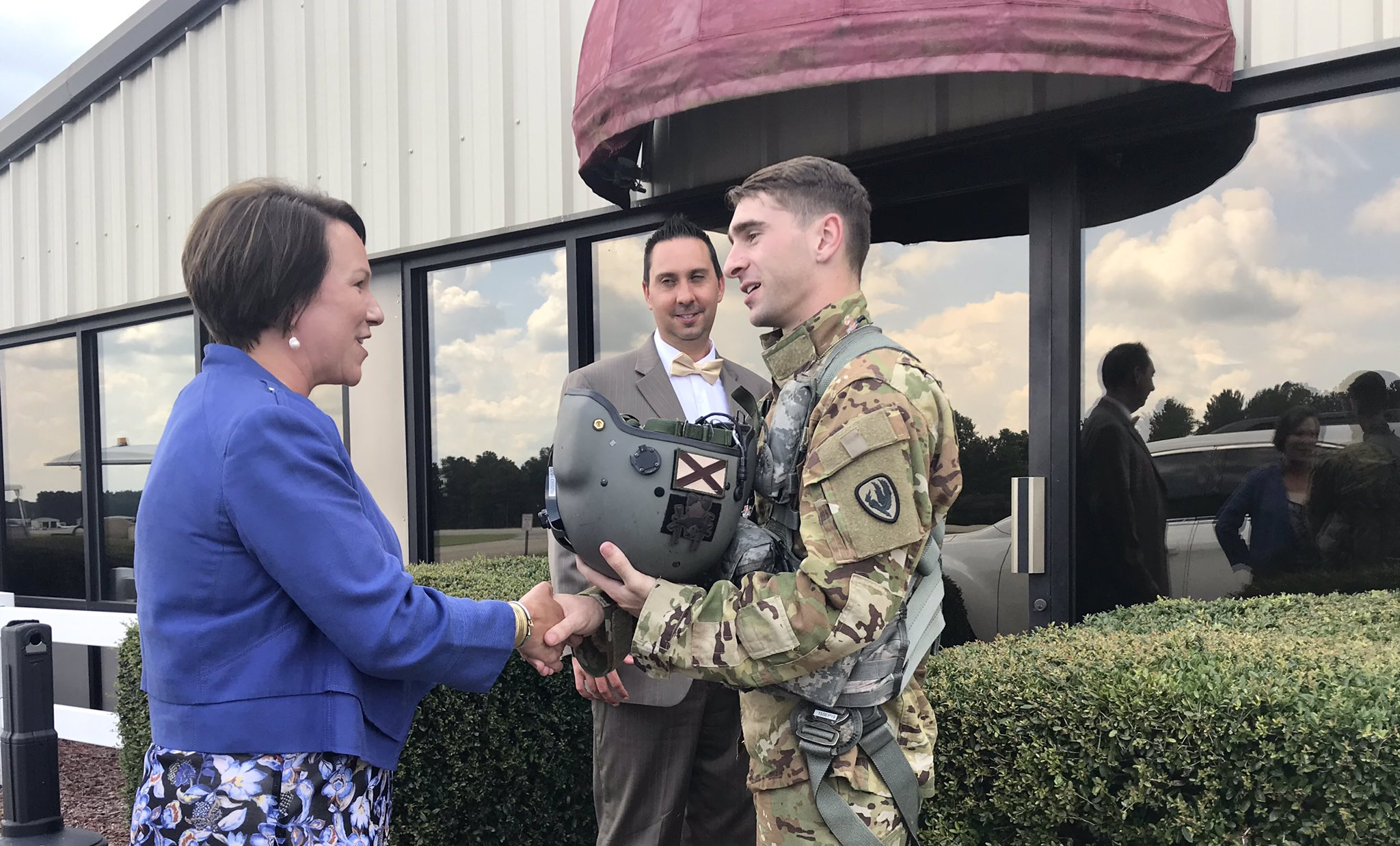
Roby en el Aeropuerto Regional del Sur de Alabama, agosto de 2019.

Su primera incursión política la hizo a nivel municipal, cuando en 2003 fue elegida como concejala del ayuntamiento de Montgomery, derrotando a un total de cinco oponentes y ganando el 54.88% de los votos emitidos en su distrito.
En 2010, se postuló a las primarias republicanas para poder ser elegible como congresista. Finalmente, tras ganar las primarias y derrotar al congresista Bobby Bright en la elección general, acabó siendo la nueva representante del 2.º distrito congresional de Alabama en la Cámara de Representantes de los Estados Unidos.
Como congresista, ha sido reelegida en las elecciones de 2012, 2014, 2016 y 2018.
Dentro de la Cámara de Representantes, formó parte del Comité de Asignaciones; el Subcomité de Asignaciones de la Cámara para Comercio, Justicia, Ciencia y Agencias Afines; el Subcomité de Asignaciones de la Cámara para Construcción Militar, el Comité de Asuntos de Veteranos y Agencias Relacionadas; el Subcomité de Asignaciones de la Cámara para Trabajo, Salud y Servicios Humanos, Educación y agencias relacionadas; y al Comité Selecto de la Cámara sobre Benghazi.
El 26 de julio de 2019, anunció públicamente que se retiraría del Congreso, terminando su mandato el 3 de enero de 2021.